# Sachin Sahel
Sachin Sahel (Edmonton, Alberta; 28 de julio de 1985) es un actor canadiense conocido por interpretar al «Dr. Eric Jackson» en la serie dramática, The 100.

## Filmografía
| Cine        | Cine          | Cine             | Cine         |
| Año         | Película      | Rol              | Notas        |
| ----------- | ------------- | ---------------- | ------------ |
| 2013        | Swindle       | Bellboy          |              |
| 2016        | Brain on Fire | MRI Technician   |              |
| Televisión  |               |                  |              |
| Año         | Título        | Rol              | Notas        |
| 2011        | Supernatural  | Senator’s Aide   | 1 episodio   |
| 2014        | Rush          | Ravi             | 1 episodio   |
| 2014 - 2020 | Los 100       | Dr. Eric Jackson | 59 episodios |
| 2016        | You Me Her    | Guy              | 3 episodios  |
| 2016        | The Magicians | Surendra         | 1 episodio   |
| 2016        | Supergirl     | McGill           | 2 episodios  |
| 2016        | Expediente X  | Jack Budd        | 1 episodio   |
| 2016        | Bates Motel   | Oliver           | 1 episodio   |

## Biografía
Sahel creció viendo películas de Hollywood.
Obtuvo un título en psicología de la Universidad de Alberta.
Se convirtió en un entusiasta del acondicionamiento físico y en un portavoz en contra de la intimidación y el abuso escolar.
Él es de una etnia india y sus padres emigraron a Canadá desde la India. 
Tiene un hermano mayor. 
Actualmente vive, y está casado con Tasya Teles.
- Datos: Q29167875
- Multimedia: Sachin Sahel / Q29167875